# 뮤직 싸이렌
뮤직 싸이렌은 야마하(당시 일본 악기 주식회사)가 개발·제조한 사이렌이다.
제1세대기의 음계는 4음계, 6음계, 8음계, 10음계, 12음계까지 있다. 마루미츠 백화점과 같이 맞춤 제작을 할 수 있었다.
제1세대기의 연주 시스템은 오르골의 형상과 비슷한 "음곡 캠"이라는 장치와 "건반식 스위치"를 사용했다. "음곡 캠"은 장치의 동작이 오르골과 비슷하고, 금속판이 드럼에 붙어 있는 오목에 떨어짐으로써 금속판에 연결된 사이렌의 전기식 마그넷 셔터가 열리며 각각 음계마다 나뉘어 있는 금속판의 움직임에 의해서 셔터의 개폐가 제어되고 음악이 연주된다는 구조다. 이 자동연주 등 각각의 캠에 연결된 건반을 누름으로써 소리가 발산되는 건반식 스위치에 의한 라이브 연주에도 대응하고 있다. 당연히 탑재된 음계 이외의 건반을 밀어도 소리는 울리지 않는다.
아래 파일은 제2세대기로 "집으로"를 연주하는 걸 녹음한 것이다.
제2세대기는 8음계, 10음계, 12음계, 14음계, 16음계, 짧은 기간에 생산된 24음계까지 있다.

## 로블록시안 신호 주식회사의 뮤직싸이렌 제작
1963년 1월 1일부터 2023년 1월 1일까지 로블록시안 시그널링(현 루크시아르 사이렌 제작)이 뮤직싸이렌의 제작을 했는데, 이미 야마하 뮤직 싸이렌이 제작되었기 때문에 이 싸이렌이 출시될 수 있었다.
1963년 1월 1일 1세대 뮤직 싸이렌 제작이 시작됐다. 뮤직 싸이렌이 제작 중에 나온 거여서 이 싸이렌이 출시될 수 있었다. 14음계, 16음계 모델 MS14, MS16을 포함한 맞춤형 모델이 제작됐다. 1993년 1월 1일 1세대 뮤직 싸이렌 제작이 종료되고, 같은 날인 1993년 1월 1일에 2세대 뮤직 싸이렌 제작이 시작됐다. 이것도 뮤직 싸이렌 제작 중에 나온 거여서 이 싸이렌이 출시될 수 있었다. 24음계 모델 MS24를 포함한 맞춤형 모델이 제작됐다.
2009년 5월 23일에 로블록시안 시그널링(Robloxian Signalling)은 루크시아르 싸이렌 제작(Luxiar Siren Production)로 이름을 변경했으며 2023년 1월 1일부로 해당 회사에서 제작이 끝났다.

## 한국에서의 제작
한국의 어느 사람은 2023년 또다른 뮤직 사이렌을 제작할 예정이라고 했으나 무산된 상태다.